# Золотой купол (система противоракетной обороны)
«Золотой купол» — предлагаемая многоуровневая система противоракетной обороны (ПРО), предназначенная для защиты материковой части США от баллистических, гиперзвуковых и крылатых ракет.

## Обзор
27 января 2025 года Дональд Трамп подписал указ, предписывающий Вооруженным силам США создать систему противоракетной обороны. Эту идею сравнивают с израильской системой ПРО «Железный купол» и со Стратегической оборонной инициативой, предложенной Рональдом Рейганом в 1983 году. Реализация ПРО предполагает размещение на околоземной орбите сотен тысяч спутников, предназначенных для обнаружения и уничтожения вражеских ракет на взлетном участке траектории. 
6 февраля 2025 года министр национальной обороны Канады Билл Блэр выразил готовность участвовать в проекте «Золотой купол». Во время объявления в мае 2025 года Трамп подтвердил, что Канада заинтересованна в участии.
20 мая 2025 Трамп назначил генерала космических сил Майкла Гетлейна ведущим руководителем программы. Стоимость реализации выбранного проекта была оценена в $175 млрд. По оценке бюджетного управления Конгресса реализация проекта составит не менее $500 млрд. и займет около 20 лет.

## Дополнительные материалы
- Mitchell, Ellen (2025-05-04). 5 things to know as Trump rolls out Golden Dome missile defense shield. The Hill (newspaper). Дата обращения: 2025-05-06.
- Maidenberg, Micah; Fitzgerald, Drew (2025-05-04). Everyone Wants a Piece of Trump's 'Golden Dome' Defense Plan. The Wall Street Journal. Дата обращения: 2025-05-06.